# Inspektorat Północ Armii Krajowej
Inspektorat Północ Armii Krajowej – terenowa struktura Okręgu Śląsk Armii Krajowej.

## Struktura organizacyjna
Struktura organizacyjna podana za Atlas polskiego podziemia niepodległościowego:
- Obwód Tarnowskie Góry
- Obwód Lubliniec (od stycznia 1945 w Inspektoracie Częstochowa)
- Obwód Zewnętrzny Blachownia (Kłobuck-Krzepice) (do 1943 w Inspektoracie Zewnętrznym Opole[2])
- Obwód Zawiercie